# Queluz (kommun)
Queluz är en kommun i Brasilien.   Den ligger i delstaten São Paulo, i den sydöstra delen av landet, 800 km söder om huvudstaden Brasília. Antalet invånare är 11 325.
Följande samhällen finns i Queluz:
- Queluz

Omgivningarna runt Queluz är huvudsakligen savann. Runt Queluz är det ganska glesbefolkat, med 25 invånare per kvadratkilometer.